# Dinoponera longipes
Dinoponera longipes är en myrart som beskrevs av Carlo Emery 1901. Dinoponera longipes ingår i släktet Dinoponera och familjen myror. Inga underarter finns listade i Catalogue of Life.